# MH2
MH2 è composto da una serie di resti fossilizzati di un ominide della specie Australopithecus sediba, datati a un periodo compreso tra 1.95 e 1.78 milioni di anni fa, scoperto a Malapa in Sudafrica, nel 2008 da Matthew Berger, circa un mese dopo la scoperta di MH1

## Descrizione
Lo scheletro era di un esemplare adulto di femmina, probabilmente morta a seguito di una caduta nella cavità naturale.
L'esemplare, paratipo della specie, è composto da denti mascellari, una mandibola parziale e uno scheletro postcranico parziale.  MH 2 molto probabilmente era un ominide dal corpo piccolo con le caratteristiche dell'anca, del ginocchio e della caviglia di un bipede. MH2 presentava anche una primitiva morfologia degli arti superiori, arti superiori lunghi rispetto agli arti inferiori e un forte apparato flessore della mano, indicativo della locomozione arborea.

### Annotazioni
1. ↑  MH ovvero Malapa Hominina.[1]

### Riferimenti
1. 1 2 3 4  (EN) Australopithecus sediba | EBSCO Research Starters, su ebsco.com. URL consultato il 5 aprile 2025.
2. ↑  (EN) MH2, su humanorigins.si.edu. URL consultato il 3 marzo 2024.